# Seckendorffsches Palais

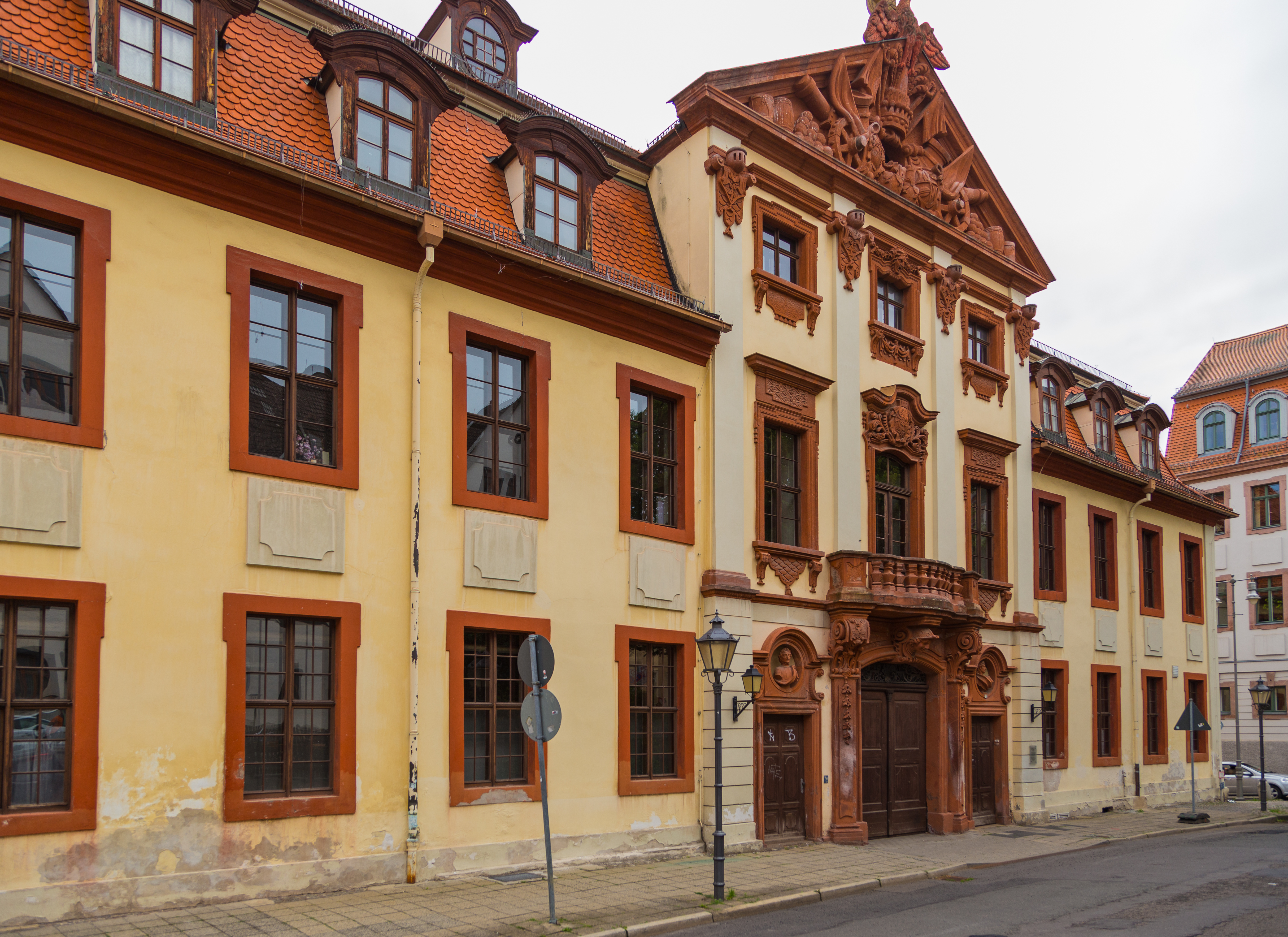
Seckendorffsches Palais
in Altenburg

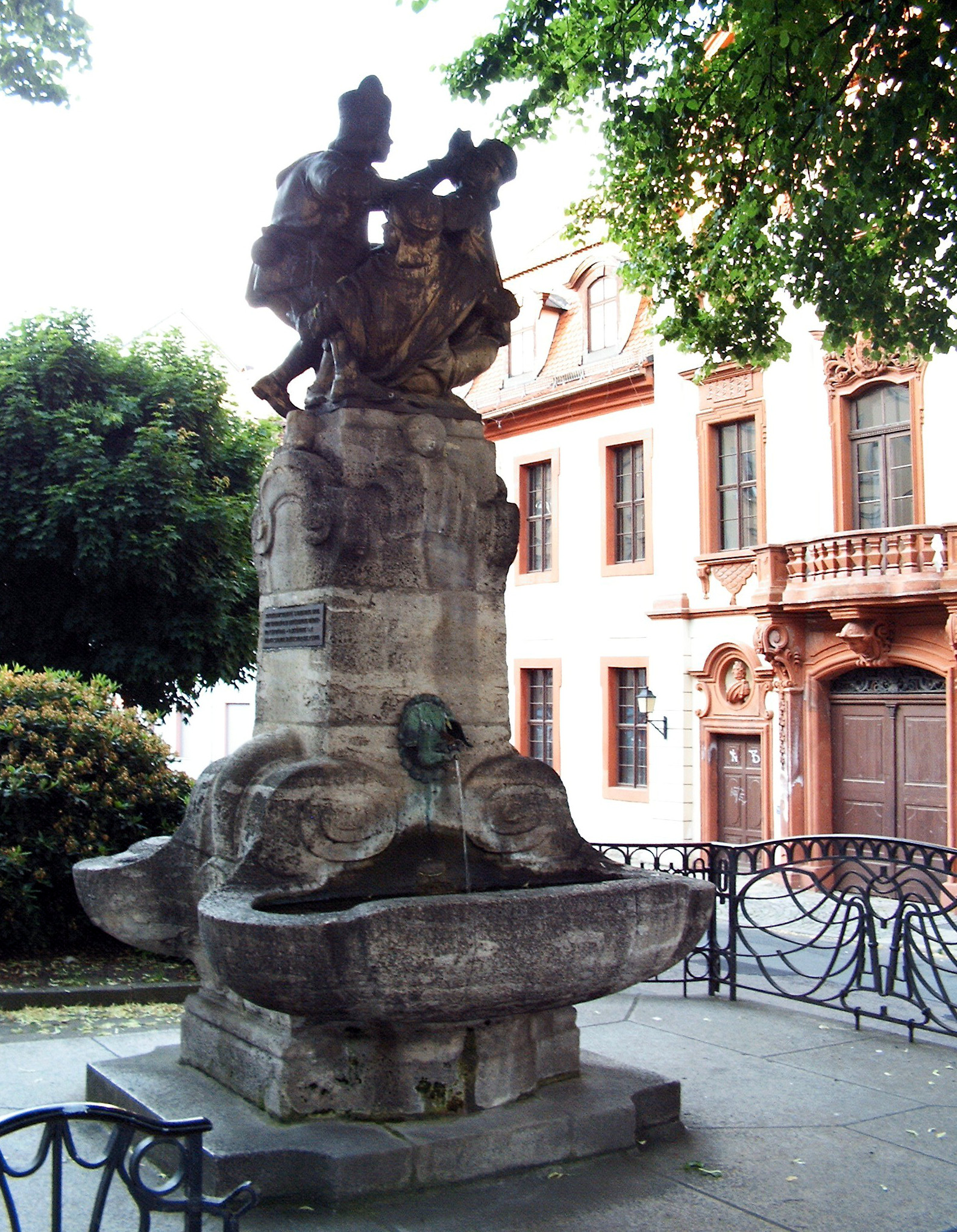
Skatbrunnen mit Seckendorffschem Palais im Hintergrund

Das Seckendorffsches Palais steht in Altenburg im Landkreis Altenburger Land in Thüringen.

## Geschichte
Prachtvoll restauriert wurde das 1724 gebaute Seckendorffsche Palais. Es war der Generalfeldmarschall Reichsgraf Friedrich Heinrich von Seckendorff, der es erbauen ließ. Seinen ererbten Landsitz hatte er auf Schloss Meuselwitz unweit von Altenburg, das er zu einer Vierflügelanlage ausbauen ließ.

## Architektur
Über dem Hauptportal ragt ein geschweifter Balkon hervor. Darüber befindet sich das Mittelfenster mit dem Namensschild des Erbauers. Beachtenswert ist das im Giebeldreieck  aus Rochlitzer Porphyr gefertigte Relief. Es bezieht sich mit den militärischen Symbolen auf den Dienstrang des Erbauers. Der Adler über der Grafenkrone weist auf den Titel als Reichsgraf hin.

## Bekanntester Bewohner
Es war der Verleger und Buchhändler Friedrich Arnold Brockhaus.